# Zygmunt Rozwadowski

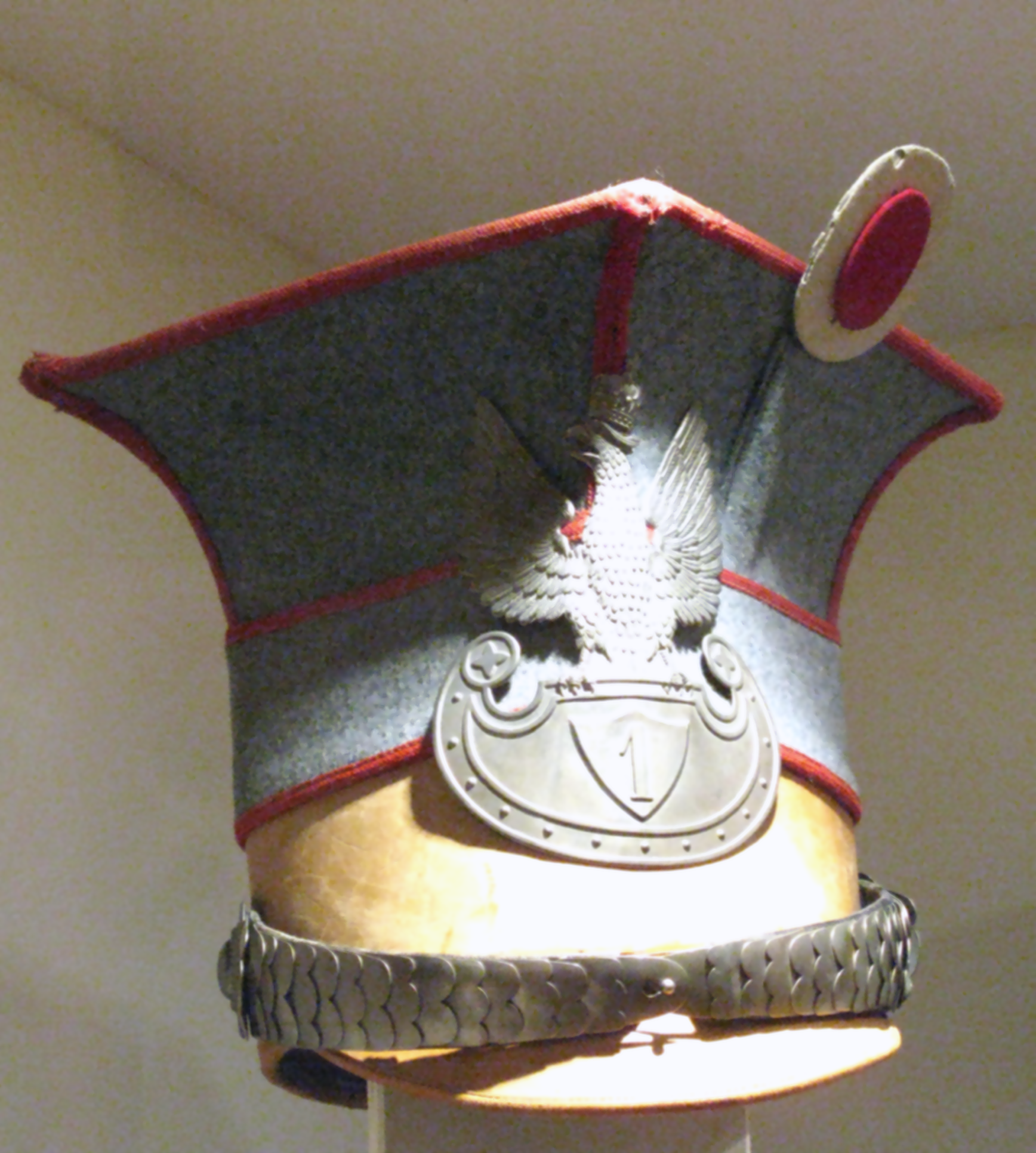
Rogatywka żołnierzy 1 Pułku Ułanów Legionów, proj. Z. Rozwadowski

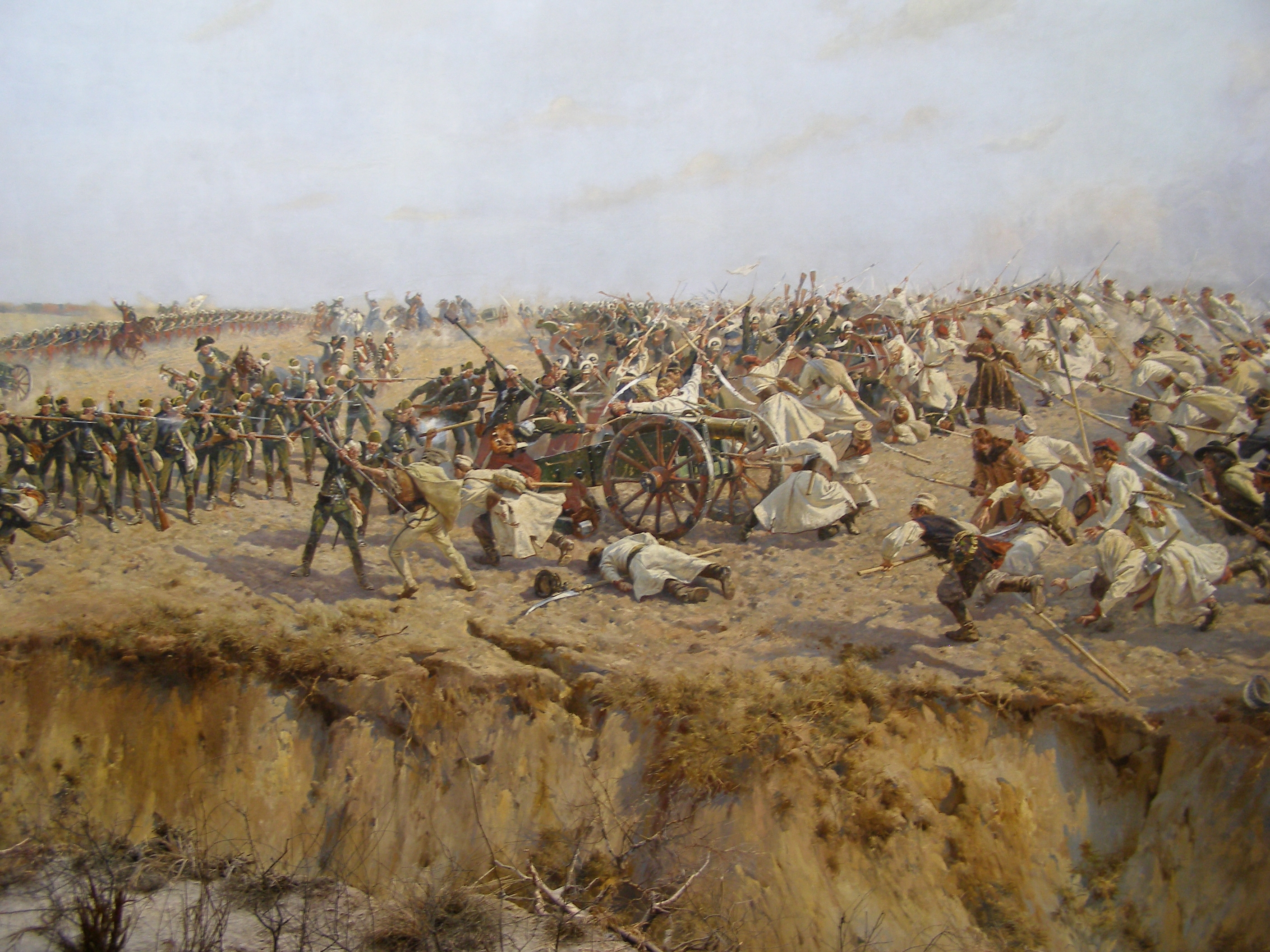
Fragment Panoramy Racławickiej

Zygmunt Jordan Rozwadowski h. Trąby (ur. 25 stycznia 1870 we Lwowie, zm. 23 lipca 1950 w Zakopanem) – polski malarz batalista, scenograf, pedagog, żołnierz Legionów Polskich, współtwórca m.in. Panoramy Racławickiej i twórca projektu rogatywki 1 pułku Ułanów Legionów Polskich.

## Życiorys

### Młodość
W roku 1883 ukończył II klasę w C.K. Gimnazjum św. Jacka w Krakowie. Następnie w latach 1883–1890 studiował w krakowskiej Szkole Sztuk Pięknych m.in. u Jana Matejki, a w latach 1891–1893 w Monachium w prywatnej szkole Antona Ažbego. Jeszcze na studiach wystawiał swoje obrazy w TPSP w Krakowie i Lwowie, początkowo pod nazwiskiem Jordan. Pod koniec XIX wieku nabył majątek ziemski w Bączalu Górnym, który po 1908 roku odsprzedał Józefie Chojnowskiej-Kłosińskiej. Po studiach powrócił do Lwowa gdzie nauczał w Szkole Przemysłowej, w tym okresie też wystawiając swoje dzieła i współpracując przy tworzeniu dekoracji teatralnych. W 1899 roku założył Związek Artystów Polskich we Lwowie, któremu prezesował od 1903 roku. Należał także do lwowskiego Towarzystwa Przyjaciół Sztuk Pięknych (w latach 1913–1914 pełnił funkcję wiceprezesa).

### Okres Legionów
17 października 1914 roku wstąpił w szeregi Legionów Polskich, został przydzielony do Departamentu Wojskowego Naczelnego Komitetu Narodowego. Następnie jako wachmistrz był w 1 Pułku Ułanów, w drugiej połowie 1916 roku stan zdrowia uniemożliwił artyście służbę czynną i został skierowany do rezerwy. Zamieszkał we Lwowie. Po rozpoczęciu II wojny światowej przebywał na Węgrzech (uczestniczył w wystawach artystów polskich organizowanych przez Stefana Filipkiewicza). W 1939 roku ponownie udał się do rodzinnego Lwowa.

### Ostatnie lata życia
Po wojnie i ekspatriacji, od 1946 roku zamieszkał w Zakopanem w willi Jordanówka, gdzie zmarł w 1950 roku. Spoczywa na Nowym Cmentarzu w Zakopanem (sektor K6-1-1).

## Twórczość
Obrazy Rozwadowskiego to przede wszystkim sceny batalistyczne okresu napoleońskiego i powstania listopadowego, także sceny rodzajowe z motywami koni, portrety i pejzaże (w tym Tatr) oraz sceny z życia żołnierzy, jarmarków i polowań.
Współtwórca m.in.: 
- Panoramy Racławickiej z Janem Styką i Wojciechem Kossakiem,
- Golgoty,
- Panoramy Siedmiogrodzkiej,
- Męczeństwa Chrześcijan z Janem Styką,
- Bitwy pod Piramidami z Wojciechem Kossakiem,
- dioramy Branki tatarskie i Bitwa pod Grunwaldem, razem z Tadeuszem Popielem.

Twórca m.in. następujących obrazów:
- Przyjazd do miasteczka, 1930
- Strzelcy konni Gwardii Napoleona, 1900
- Konie w zaprzęgu, 1907
- Pejzaż, 1929
- Żołnierz na koniu, 1919
- Adiutant, 1893
- Huzar i dziewczyna, 1932

## Życie prywatne
Prawnuk Kazimierza Rozwadowskiego – oficera wojsk Korony. Był synem Juliusza (inżyniera, a zarazem zawiadowcy stacji Czarna k. Tarnowa) i Celestyny z Różańskich (nauczycielki w gimnazjum żeńskim) oraz młodszym bratem profesora Jana Michała (1867–1935) – językoznawcy, prezesa PAU. Kuzynami Zygmunta byli m.in.: generał Tadeusz Rozwadowski (1866–1928) – generał broni, pierwszy Szef Sztabu Generalnego Wojska Polskiego i Jan Emanuel Rozwadowski – polityk i działacz niepodległościowy.
Mąż Kazimiery z Cholewków, z którą miał trzy córki: Barbarę, Ewę i Annę (zmarła w dzieciństwie).

## Ordery i odznaczenia
- Krzyż Niepodległości – 25 lipca 1933 „za pracę w dziele odzyskania niepodległości”[5][6][7]
- Złoty Krzyż Zasługi – 28 czerwca 1939 „za zasługi na polu pracy społecznej”[8]